# Neomyxus chaptalii
Neomyxus chaptalii is een straalvinnige vissensoort uit de familie van harders (Mugilidae). De wetenschappelijke naam van de soort is voor het eerst geldig gepubliceerd in 1850 door Eydoux & Souleyet.